# Pers (Majano)
Pers (Pers in friulano), piccolo abitato dove sorgeva l'omonimo castello, costituisce frazione del comune di Majano, in provincia di Udine, in Friuli.